# Luca Clemenza
Luca Clemenza (Cittiglio, 9 de julio de 1997) es un futbolista italiano que juega en la demarcación de centrocampista para el Sestri Levante de la Serie C.

## Biografía
Tras formarse en las filas inferiores de la Juventus de Turín, finalmente en 2017 ascendió al primer club, aunque tras el ascenso de equipo se marchó en calidad de cedido al Ascoli Picchio el 11 de agosto de 2017. El 26 de agosto hizo su debut en un encuentro de la Serie B tras sustituir a Gianmarco De Feo en el minuto 62 contra el AS Cittadella. En el verano de 2018 acabó su período de cesión tras 30 partidos y dos goles y volvió a la Juventus de Turín, con quien empezó a realizar la pretemporada.
El 17 de agosto de 2018 fue enviado a préstamo al Calcio Padova de la Serie B. Para la siguiente temporada regresó a Turín, pero volvió a ser cedido al Delfino Pescara 1936, F. C. Sion y nuevamente al Delfino Pescara 1936. En julio de 2022, el Delfino Pescara le contrató, para posteriormente venderlo al Virtus Entella para la temporada 2022/23.

## Clubes
| Club                          | País   | Año       | Partidos | Goles |
| ----------------------------- | ------ | --------- | -------- | ----- |
| Ascoli Calcio (cedido)        | Italia | 2017-2018 | 30       | 2     |
| Calcio Padova (cedido)        | Italia | 2018-2019 | 22       | 2     |
| Juventus F. C. sub-23         | Italia | 2019-2020 | 19       | 2     |
| Delfino Pescara 1936 (cedido) | Italia | 2020      | 15       | 1     |
| F. C. Sion (cedido)           | Suiza  | 2020-2021 | 15       | 1     |
| Delfino Pescara 1936          | Italia | 2021-2022 | 40       | 8     |
| Virtus Entella                | Italia | 2022-2024 | 19       | 2     |
| Sestri Levante                | Italia | 2024-     | 50       | 8     |